# Kathy Weber

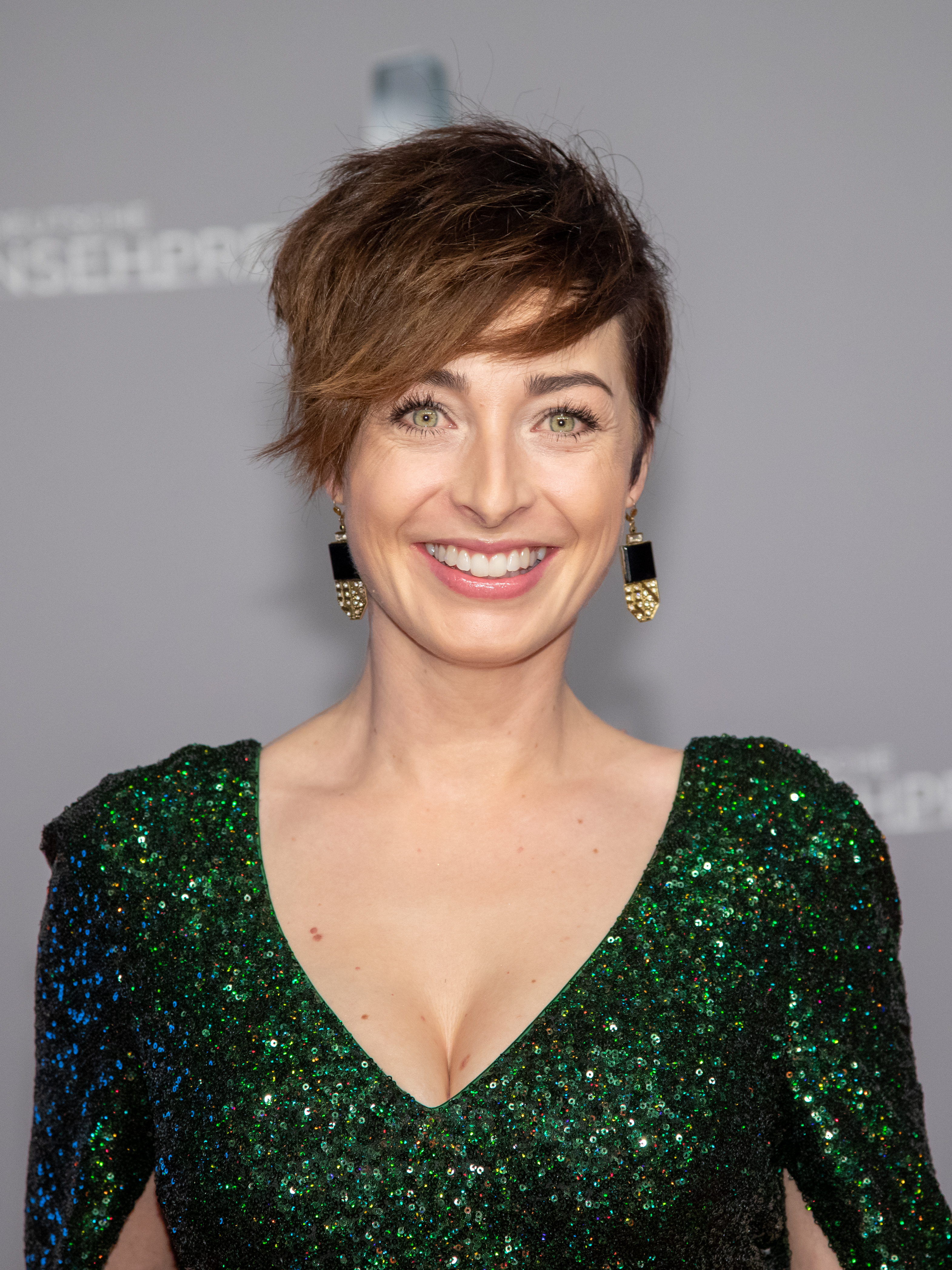
Kathy Weber, 2019

Katharina „Kathy“ Weber (* 10. September 1980 in Steinheim) ist eine deutsche Fernsehmoderatorin, Kommunikationstrainerin, Elternberaterin, Autorin und Podcasterin.

## Leben
Kathy Weber wuchs in Barntrup in Nordrhein-Westfalen auf. Sie studierte Betriebswirtschaftslehre und begann 2003 mit Praktika bei Fernsehen und Hörfunk. Es folgte unter anderem ein Volontariat bei RTL als Redakteurin und Reporterin sowie eine Ausbildung zur Moderatorin. 2006 wurde sie als Moderatorin der Sendung Alles Nick des Kindersenders Nick engagiert. Mehrere Moderatorenjobs folgten, unter anderem für Nickelodeon zum Kids Choice Award sowie für die Goldene Kamera.
2008 gründete Weber eine Moderatorenschule in Berlin, die sie bis 2021 leitete und an der sie auch unterrichtete. Seit 2010 ist sie für Kabel eins tätig. 2012 erhielten Weber und ihr Team von Focus TV den Sonderpreis zum Journalistenpreis 2012 des Bundes der Steuerzahler Nordrhein-Westfalen für Der Stein des Anstoßes. Ab Januar 2013 moderierte sie die tägliche Sendung Abenteuer Leben – täglich neu entdecken und reiste für die Sendung Überleben in … in diverse Länder. Von 2015 bis 2021 arbeitete sie als Moderatorin für das K1 Magazin, wo sie zuvor schon als Reporterin tätig war.
2018 gründete sie die Kathy Weber Herzenssache und bietet in diesem Rahmen verschiedene Online-Kurse für Eltern, Intensivseminare für Pädagogen und Pädagoginnen und Beratungen für Eltern und Pädagogen basierend auf gewaltfreier Kommunikation an. Außerdem ist Weber Urheberin, Autorin und Sprecherin des Podcasts "FamilieVerstehen: Das ABC der Gewaltfreien Kommunikation."
Ihr Sachbuch Die Superkraft der liebevollen Führung: Kindern Orientierung, Freiraum und Grenzen schenken erschien im September 2023 im Beltz Verlag. Zusammen mit Martina Stotz und Marco Ströhlein ist sie Co-Autorin des Kinderbuchsets Paulas Reise um die Welt, welches im Februar 2025 im  MS Entertainment Verlag erschienen ist.
Weber ist Botschafterin des Vereins Kinderschutzengel. Sie hat einen Sohn aus einer früheren Beziehung und lebt in Berlin. Im Juli 2016 kam ihre gemeinsame Tochter mit Ehemann Meik Stamer zur Welt.

## Werke
- Die Superkraft der liebevollen Führung. Kindern Orientierung, Freiraum und Grenzen schenken, Beltz, Weinheim/Basel 2023, ISBN 978-3-407-86771-1
- mit Martina Stotz und Marco Ströhlein: Paulas Reise um die Welt. Auf der Suche nach dem Schatz des Glücks, MS Entertainment, Neumarkt-Sankt Veit 2025, ISBN 978-3-9819151-3-6
- Mein Kind macht, was es will! Das Handbuch für einen Familienalltag ohne Machtkämpfe – Von A wie Anziehen bis Z wie Zähneputzen, Malia Verlag 2025, ISBN 978-3-949822-46-9